# Teresa Kuszell
Teresa Jadwiga Kuszell – polska geolożka, dr hab. nauk o Ziemi, profesor nadzwyczajny Instytutu Nauk Geologicznych i prodziekan Wydziału Nauk o Ziemi i Kształtowania Środowiska Uniwersytetu Wrocławskiego.

## Życiorys
W 1968 ukończyła studia biologiczne na Uniwersytecie Wrocławskim, w 1977 obroniła pracę doktorską, 28 września 1998 habilitowała się na podstawie pracy zatytułowanej Palinostratygrafia osadów interglacjału eemskiego i wczesnego vistulianu w południowej Wielkopolsce i na Dolnym Śląsku. Objęła funkcję profesora w Instytucie Nauk Geologicznych na Wydziale Nauk Przyrodniczych Uniwersytetu Wrocławskiego.
Piastowała stanowisko profesora nadzwyczajnego Instytutu Nauk Geologicznych i prodziekana na Wydziale Nauk o Ziemi i Kształtowania Środowiska Uniwersytetu Wrocławskiego.